# Lars Norén
Lars Norén (Estocolmo, 9 de mayo de 1944-Ib., 26 de enero de 2021) fue un dramaturgo, poeta, novelista y escritor sueco. Con más de cuarenta piezas de teatro, radio y televisión, está considerado como uno de los dramaturgos suecos más importantes del siglo XX junto a Hjalmar Bergman.
Fue director del Dramaten o Teatro dramático desde 1999 hasta 2007, y responsable artístico del Riksteatern o Teatro Nacional Sueco y del Folkteatern i Göteborg desde 2009 hasta 2012. Su relevancia ha trascendido su escritura y ya es habitual en Suecia el uso de expresiones y frases hechas como “rena Norén” (algo ocurrido que parece sacado de una obra de Norén, equivalente casi a "almodovariano" en español) o tener una Navidad “Norénjul”, es decir, problemática aunque liberadora.

## Biografía
Lars Norén nació en Estocolmo. Está emparentado con el clérigo y escritor Ivan Jäderlund. Su familia se trasladó a Escania cuando tenía solamente seis años, pues su padre había recibido un trabajo allí de sumiller, en un hotel del pueblo de Genarp, cerca de la ciudad de Lund, donde el joven Lars conoció al futuro compositor Karl-Erik Welin. Ese mismo hotel serviría más adelante de escenario para sus dramas Natten är dagens mor y Kaos är granne med gud. A los quince años de edad, se trasladó de nuevo a Estocolmo.
Norén escribió su primera pieza teatral a los diecinueve años; empezó a trabajar como asistente de dirección de Bengt Ekerot en 1962; su primera publicación fue sin embargo el poemario Sirenas, nieve / Syrener, snö (1963). Su lírica en esa década, los sesenta, se caracterizó por una salvaje verborragia que alternaba ráfagas psicodélicas llenas de fantasía con análisis fríos y "objetivos". Su inspiración la encontró en los escritores franceses  Henri Michaux y Raymond Roussel.
Diversas temporadas en clínicas psiquiátricas para tratarse una psicosis juvenil están también presentes entre los motivos de su escritura. Este temprano período de la producción lírica de Norén es a veces llamado esquizo-poesía / schizz-poesi.
Las novelas Apicultores / Biskötarna (1970) y En el cielo subterrenal / I den underjordiska himlen se desarrollan en un Estocolmo contemporáneo, poblado de marginados, prostitutas, criminales y narcómanos y se mueve en torno a la búsqueda de contacto humano, la humillación, la criminalidad y el sexo. Personas y motivos muchas veces fríos y directos caracterizan su dramaturgia posterior. Durante los 70 fue más conocido como poeta y se transformó en un modelo para otros escritores suecos de esa época. Tras sus poemas de amor de Corazón en corazón / Hjärta i hjärta (1980), abandonó la lírica y se concentró en sus actividades como dramaturgo y después director de escena y de teatro.
Norén obtuvo su mayor fama como dramaturgo con La noche es la madre del día / Natten är dagens mor y El Caos es vecino de Dios / Kaos är granne med gud escritas en 1982 y representadas en 1982/83, ambas con detalles autobiográficos de su niñez y adolescencia en Genarp. Ambos títulos provienen de los últimos versos del poema ¡Amigo! En el momento de la desolación  de Erik Johan Stagnelius (Vän! I förödelsens stund). Sus piezas teatrales son realistas y reflejan dramas familiares descarnados o el mundo de las relaciones personales en sus aspectos más oscuros y violentos, con un humor corrosivo y feroz. Sus personajes son de baja extracción social o grupos económicamente privilegiados, pero míseros en emociones. Escribe de una manera única y un diálogo interno casi sin fin, de lenguaje realista, aunque muy cerca de la forma lírica. Sus piezas son tan extensas que muchas veces llegan a las cien páginas o más, hasta el punto de resultar irrepresentables; por esto la mayor parte de las veces deben ser refundidas antes de ser representadas y hay distintas puestas en escena de la misma pieza teatral, con enfoques diversos y distinta duración. Temas diversos que aborda son el matrimonio a duras penas, la tiranía de los padres, el espíritu de revuelta de los hijos, las desviaciones sexuales, la locura que amenaza unos y otros constantemente. Se le ha comparado con frecuencia con Strindberg. Sus personajes se mueven en una tensión interior que muy a menudo está a punto de explotar, hasta hacerse casi insoportable. En 2003, ganó el Premio Nórdico de la Academia Sueca, conocido como el "pequeño Nobel"; desde los comienzos de su carrera hasta 2017 recibió otros diecinueve premios y galardones. 

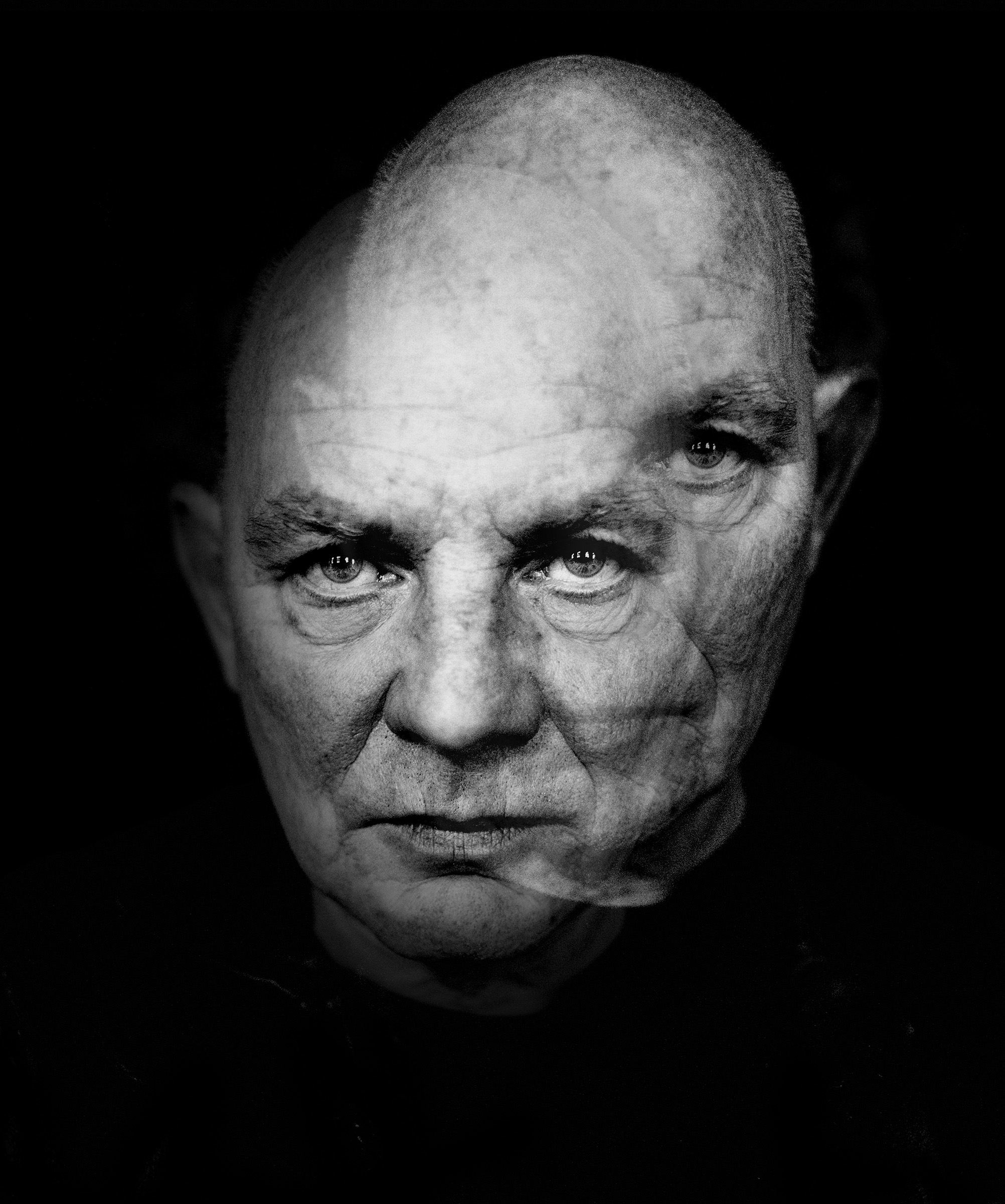
Lars Norén fotografiado por Oliver Mark, Berlín 2003

Norén fue responsable artístico del Teatro Riks de Estocolmo en giras hasta mayo de 2005. Durante este periodo, representó La gaviota de Anton Chejov y sus polémicas piezas Sju Tre (7:3) y Kyla, escritas por él mismo, entre otras. En 2002, la producción de La gaviota le valió el premio “Palmarès du Syndicat de la critique” al mejor intérprete internacional invitado en París. Lars Norén también ha realizado con éxito un gran número de encargos como director fuera de Suecia, con producciones como Tristano en el Deutsches Theatre de Berlín, Ordet en el Det Konglige Teater de Copenhague, 20 November en el Teatro Nacional de Bruselas y Pur en la Comédie Française. Luego, hasta finales de 2006, dirigió, no sin polémica por la oposición de sus miembros, que querían un director danés, el Teatro Betty Nansen de Copenhague, y el Teatro Nacional (Riksteater) hasta su renuncia en el año 2007. Fue en ese mismo año cuando publicó y representó una pieza teatral titulada En memoria de Anna Politkovskaya, en referencia a la célebre periodista rusa asesinada en octubre de 2006. El 1 de julio de 2009 empezó a trabajar como responsable artístico del Teatro Popular de Gotemburgo (Folkteatern), y su primera producción allí fue en 2010 su exitosa adaptación de la Orestiada de Esquilo (Aiskylos Orestien), que también se emitió en la televisión sueca. En 2011 Lars Norén dirigió su primera producción para niños.
En abril de 2008 publicó su diario entre agosto de 2000 y julio de 2005 en forma de libro. Se tituló El diario de un dramaturgo / En dramatikers dagbok y abarcaba nada menos que 1680 páginas de texto compacto. Durante ese período, la vida del escritor estuvo especialmente consagrada a su obra 7:3, fruto de un trabajo conjunto con internos de una cárcel tanto en la escritura del manuscrito como en la representación, con detalles sobre el nazismo y el antisemitismo en los diálogos. Esto desató enormes críticas contra Norén y el Teatro Nacional por haber contribuido a que unos internos extremistas de derecha obtuvieran permiso para salir de la cárcel a fin de actuar en la representación de la obra y lo aprovecharan para robar un banco y asesinar a dos policías, los llamados asesinatos de Malexander o  Malexandermorden. Además, su diario resultó muy polémico porque, fuera de ser reveladoramente autobiográfico, en parte contiene críticas destructivas contra actores y personajes de la cultura sueca, algunos de los cuales trabajaban con él y lo conocían de cerca. Algunos de ellos se las tomaron mal. Más adelante (2013) se publicaría otro volumen de diarios con el título de El diario de un drama 2005-2012. El 19 de junio de 2005 fue invitado especial del programa Verano / Sommar de la Radio Sueca P1 (Sveriges Radio P1).
Lars Norén se casó entre 1970 y 1975 con Elisabet Mörk (1942-), quien bajo el nombre de Titti Mörk-Norén trabajó como guionista para varias películas desde la década de los sesenta. Tuvieron una hija en 1971. De una relación con Ann-Charlotte Bonner (1949-), quien también trabajó en cine y TV, tuvo otra hija en 1978. Desde los comienzos de 2000 vivía con la actriz Annika Hallin (1968-), con la que estuvo casado entre 2007 y 2013 y tuvo otra hija en 2009.
En España se han representado en especial dos obras de Norén, Demonios (Demoner, 1983) y Placeres íntimos (Nattvarden).
Falleció el 26 de enero de 2021 a los setenta y seis años a causa de COVID-19.

## Obra

### Lírica
- 1963 – Syrener, snö
- 1964 – De verbala resterna av en bildprakt som förgår
- 1965 – Inledning nr 2 till Schizz
- 1966 – Encyklopedi
- 1968 – Stupor. Nobody Knows You When You're Down and Out
- 1969 – Revolver
- 1972 – Solitära dikter
- 1972 – Viltspeglar
- 1973 – Kung Mej och andra dikter
- 1974 – Dagliga och nattliga dikter
- 1976 – Dagbok
- 1976 – Nattarbete
- 1978 – Order
- 1979 – Den ofullbordade stjärnan
- 1979 – Murlod
- 1980 – Hjärta i hjärta
- 2015 – Fragment
- 2016 – Stoft

### Prosa
- 1968 – Salome, Sfinxerna
- 1970 – Biskötarna
- 1972 – I den underjordiska himlen
- 2008 – En dramatikers dagbok
- 2012 – Filosofins natt
- 2014 – Ingen
- 2013 – En dramatikers dagbok 2005–2012
- 2016 – En dramatikers dagbok 2013–2015.
- 2017 – Efterlämnat

### Obra teatral (incluyendo piezas dirigidas)
- 1968 – Kingdom Hotell
- 1970 – En hungersaga
- 1971 – Amala Kamala
- 1972 – Box ett
- 1973 – Röster • Fursteslickaren
- 1977 – Dräneringen
- 1978 – Modet att döda • Akt utan nåd • Demoner
- 1979 – Depressionen • Orestes
- 1981 – En fruktansvärd lycka • München - Athen • Underjordens leende
- 1982 – Natten är dagens mor • Kaos är granne med Gud • Vilstolen (Aska)
- 1983 – Nattvarden • När de brände fjärilar på Lilla scenen • Hämndaria
- 1984 – Stillheten • Claudio (Mantegna Portofolio)
- 1985 – Komedianterna
- 1986 – Tidens blommor
- 1987 – Endagsvarelser • Hebriana
- 1988 – Höst och vinter • Bobby Fischer bor i Pasadena • Och ge oss skuggorna
- 1989 – Sanning och konsekvens • Den sista kvartetten • Sommar
- 1990 – Så enkel är kärleken • Chinnon • Lost and found
- 1991 – Den sista kvartetten • Tiden är vårt hem • Lost and found • Som löven i Vallombrosa
- 1992 – Morire di classe • Sterblich
- 1993 – Skalv i fjärran
- 1994 – Rumäner • Blod • Ett sorts Hades • Kliniken • Trio till tidens ände
- 1996 – De saknade
- 1997 – Personkrets 3:1
- 1998 – 7:3 • Under • Skuggpojkarna
- 2000 – Om detta är en människa (Primo Levi) • November • Akt • Kommer och försvinner
- 2001 – Stilla vatten, Tristano • Detaljer • Måsen (Anton Chéjov)
- 2002 – Tyst musik • Kyla
- 2004 – Krig
- 2006 – Terminalpjäserna 1-9 • Lille Eyolf (Henrik Ibsen)
- 2007 – Hamlet (Shakespeare) • Distans/Om ljuset • Fördold
- 2007 - En memoria de Anna Politkovskaya
- 2010 – Orestien efter Aiskylos / Orestiada (Esquilo), director.
- 2011 – Pingviner kan inte baka ostkaka (Ulrich Hub)
- 2017 – Stilla liv

### Televisión
- 1980 – Modet att döda
- 1983 – München-Athen
- 1984 – Natten är dagens mor
- 1984 – Kaos är granne med Gud
- 1987 – Komedianter
- 1989 – Sanning och konsekvens
- 1990 – Hebriana
- 1990 – Bobby Fischer bor i Pasadena
- 1995 – Som löven i Vallombrosa
- 1996 – Ett sorts Hades
- 1999 – Personkrets
- 2000 – Skuggpojkarna
- 2005 – Kyla

### Radio
- 1972 – Box ett
- 1979 – Depressionen
- 1979 – Dräneringen
- 1980 – Akt utan nåd
- 1983 – När dom brände fjärilar på Lilla scenen
- 1987 – Hämndaria
- 1995 – Trio till världens ände
- 2011 – Skuggor